# Acostasaurus
Acostasaurus (nombre que significa "lagarto de Acosta") es un género extinto de un pliosáurido posiblemente perteneciente a los talasofoneos, el cual ha sido hallado en rocas que datan de la época del Barremiense (Cretácico Inferior) de la Formación Paja, en Colombia. El espécimen tipo, UNDG R-1000, es conocido a partir de un cráneo casi completo, y elementos del postcráneo incluyendo una extremidad posterior completa y varias vértebras. Se estima que el espécimen alcanzaba un tamaño de unos 4 a 5 metros de longitud. 

## Descripción

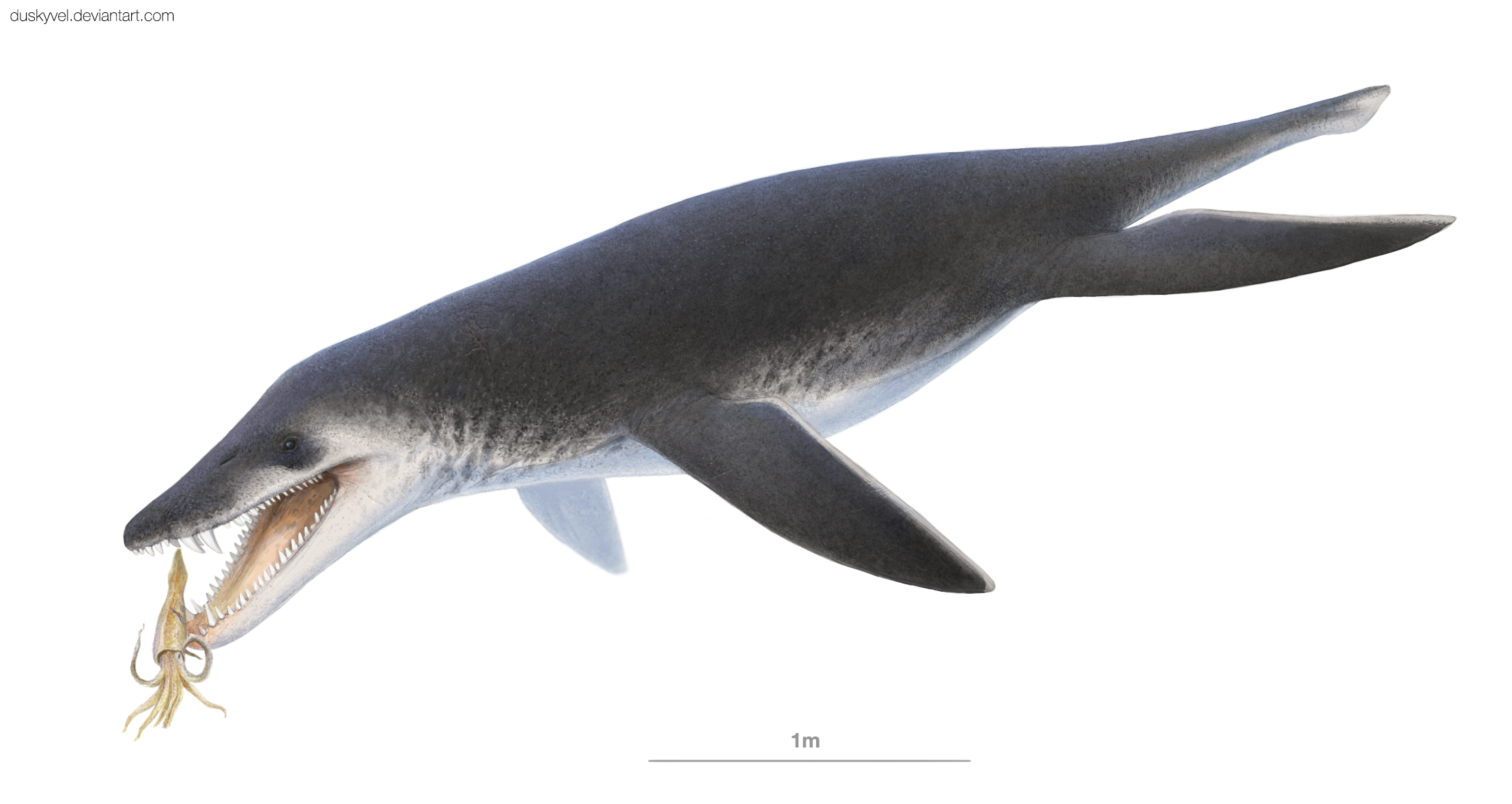
Reconstrucción.

El espécimen holotipo se caracteriza por poseer varios rasgos que sugieren que era un individuo subadulto: por ejemplo, la cresta sagital no está completamente osificada, además de tener alas palatinas sin desarrollar. Sin embargo es posible que Acostasaurus, como otros plesiosaurios, presentara pedomorfia (retención de rasgos juveniles en la adultez).
De los restos preservados, se observa que las órbitas oculares son grandes, redondeadas y con indentaciones en su dorso. El anillo esclerótico del espécimen también es muy grande, lo que indica que Acostasaurus estaba adaptado a ver en aguas profundas o turbias. 
Una característica inusual de Acostasaurus es que posee una corta sínfisis mandibular, la cual solo contiene 6 pares de alvéolos funcional (5 y ½, considerando que la sínfisis termina justo a la mitad del sexto par de dientes). La sínfisis corta y ancha es uno de los rasgos que diferencia a  Acostasaurus de otros pliosáuridos contemporáneos como los pliosaurios bracauqueninos presentes en esta formación. Otros pliosáuridos que poseían esta condición incluyen al taxón del Jurásico Simolestes, el cual al igual que Acostasaururs tenía órbitas oculares grandes así como una sínfisis corta. Gómez-Pérez et al. señalaron que la base de los alvéolos funcionales en Acostasaurus confluyen con el surco de Meckel como ocurre en Simolestes, y el primero también poseía una cresta sagital abultada que forma una protuberancia parietal, también observada en Simolestes.

## Clasificación
Ya que los pliosauroideos bracauqueninos son los únicos pliosáuridos conocidos de la época del Barremiense, especialmente en Colombia, Gómez Pérez et al. compararon a Acostasaurus con varios otros taxones de bracauqueninos en el artículo de su descripción científica. Los autores sin embargo concluyeron que referir este género a la subfamilia es problemático: Acostasaurus tiene una dentadura caniniforme con un hocico corto, mientras que los bracauqueninos poseen una dentadura homodonta con un rostro alargado. Como se mencionó anteriormente, Simolestes y otros pliosáuridos más primitivos si tienen una dentadura similar, con la disposición particular que está presente en Acostasaurus.